# Jennifer Radloff
Jennifer Radloff (nascida em 1961 em Durban) é uma activista feminista sul-africana e pioneira da Informação e Tecnologia das Comunicações (ICT) para a justiça social. Trabalha para a Associação para o Progresso das Comunicações (APC) no programa de Direitos das Mulheres, e é membro da junta directiva de Women's Net.

## Carreira
Radloff é uma activista sul-africana que anda desde 1992 lutando pelos direitos das mulheres, com especial ênfase no acesso à tecnologia e ICT, e o desenvolvimento de capacidades através da segurança digital e a narrativa digital.  Criou, junto com o programa de Direitos das Mulheres da APC, a Metodologia de Avaliação e Género para Internet e ITCs, uma ferramenta de aprendizagem que integra uma análise de género na avaliação de iniciativas que usam ICTs para a mudança social, que é utilizada por mais de 100 organizações baseadas em comunidades em mais de 25 países.
Entre 1995 e 2002,  trabalhou como directora de comunicações no Instituto de Género Africano, um grupo de investigação e ensino feminista que estuda os temas relacionados com o género em África. Tem sido consultora da UNDP, ONU Mulheres e da Fundação Rockefeller, e tem apresentado em múltiplas conferências internacionais e regionais.